# Mariana Henriques
Mariana Henriques (ur. 27 lipca 1994 w Luandzie) – angolska pływaczka. Debiutantka na Letnich Igrzyskach Olimpijskich w Londynie oraz najmłodsza zawodniczka w ekipie Angoli.

## Letnie Igrzyska Olimpijskie 2012
| Zawodniczka       | Konkurencja       | Eliminacje | Eliminacje | Półfinał | Półfinał | Finał | Finał   |
| Zawodniczka       | Konkurencja       | Czas       | Miejsce    | Czas     | Miejsce  | Czas  | Miejsce |
| ----------------- | ----------------- | ---------- | ---------- | -------- | -------- | ----- | ------- |
| Mariana Henriques | 50 m st. dowolnym | 31.36      | 61.        | NQ       | NQ       | NQ    | NQ      |